# Плазмено ецване
Плазмено ецване е вид ецване – процес, използван за отнемане (премахване) на материал от повърхността на основа (подложка, пластина), чрез използване на плазма, създадена с кислород, аргон, тетрафлуорометан или други подходящи газове. Ецването е важен процес в планарната технология при създаването на структури с определен размер и разположение върху силициевата пластина, оформящи микроелектронните прибори и връзките между тях. Използва се при производство на интегрални схеми. По време на процеса при стайна температура в реактивна газова среда с помощта на тлеещ разряд се генерира химически активна плазма, която взаимодейства с гравирания материал така, че изложените на въздействието на плазмата участъци се изпаряват, а защитените остават непроменени. Прилича си с процеса на химическо ецване, при който за същата цел се използват течни химикали, но за разлика от него плазменото е вид „сухо ецване“ и притежава редица предимства, на което се дължи широкото му приложение в микроелектрониката за обработка на силициеви пластини. От друга страна, при ниски налягания си прилича с процеса на разпрашване поради значителната роля на йонната бомбардировка. Затова според работното налягане и мястото на поставяне на пластините съществуват два основни вида плазмено ецване: изотропно и анизотропно. Изотропният процес протича при налягания, по-високи от 1 Torr и се използва за обемно отнемане на материал, като скоростта на ецване е еднаква във всички посоки. Анизотропният процес протича при по-ниски налягания 10 mtorr – 150 mtorr, подложките се поставят върху незаземения електрод и така се постига насочено отнемане на материала в дълбочина, като механизмът на действие е синергистичният ефект между реактивните компоненти на плазмата и енергетичните йони. Този процес се нарича реактивно йонно ецване.